# Hannelore Hensle
Hannelore Hensle (* 9. September 1943 in Breisach am Rhein) ist eine deutsche Sozialarbeiterin.

## Werdegang
Hensle absolvierte nach Abschluss der Volksschule eine kaufmännische Lehre. Mit 15 Jahren ging sie für anderthalb Jahre als Haushaltshilfe nach England. Anschließend war sie als Verwaltungsangestellte für die Universitätsklinik Freiburg tätig. 1964 ging sie für ein Jahr nach Amerika, wo sie als Babysitter in New York und danach bei einer Arbeitsvermittlung in Colorado Springs arbeitete. Von 1965 bis 1969 arbeitete sie in Stuttgart als Exportsachbearbeiterin.  
Ab Dezember 1969 war sie für das Diakonische Werk der EKD tätig. Zwischen 1969 und 1982 leistete sie humanitäre Hilfseinsätze, so 1970/71 in São Tomé, Luftbrücke nach Nigeria während des Biafra-Kriegs, in Angola und Gabun und von 1980 bis 1982 in Somalia. Von 1971 bis 1980 war sie Sachbearbeiterin im Südasien-Referat von „Brot für die Welt“. 1982 wurde sie Leiterin der Katastrophenhilfe der Diakonie und formte daraus ein anerkanntes kirchliches Hilfswerk. Mit dem 31. Dezember 2005 trat sie in den Ruhestand. 

## Ehrungen
- 2005: Verdienstkreuz am Bande der Bundesrepublik Deutschland